# Железничка станица Кукујевци-Ердевик
Железничка станица Кукујевци-Ердевик је једна од железничких станица на прузи Београд-Шид. Налази се у насељу Кукујевци у општини Шид. Пруга се наставља ка Шиду у једном смеру и другом према Мартинцима. Железничка станица Кукујевци-Ердевик састоји се из 5 колосека.